# Im Lande Löwenzahn
Im Lande Löwenzahn (engl. Animal Crackers, auch Knallfroschs Freunde) ist eine englischsprachige Comicstripreihe, die auch ins Deutsche übersetzt wurde. Die Reihe wurde von mehreren Künstlern gestaltet und erschien in unterschiedlichen Zeitungen.
Zunächst erschien im Jahr 1930 ein Comicstrip unter dem Titel Animal Crackers, der von einem als Lane bekannten Künstler gezeichnet wurde. Die zweite Version stammte von Dick Ryan und Warren Goodrich, die von 1937 bis 1957 veröffentlicht wurde. In einigen Zeitungen lief sie unter dem Namen Animal Krackers. Die dritte Reihe begann im Jahre 1967. Sie wird bis heute weitergeführt und durch GoComics vertrieben. Roger Bollen zeichnete die Cartoonserie bis 1994, bis Fred Wagner sie übernahm. In der Cartoonreihe lebt eine Gruppe von Tieren in einem fiktiven Dschungel, genannt Freeborn. Von 1997 bis 1999 wurde die Cartoonreihe als gleichnamige Zeichentrickserie für das kanadische und US-amerikanische Fernsehen adaptiert. In Deutschland lief sie unter dem Titel Tierisch was los.

## Entstehungs- und Veröffentlichungsgeschichte
Der San Francisco Chronicle druckte die Cartoonreihe auf ihrer Titelseite neben dem Wetterbericht. Animal Crackers wurde von der Chicago Sun-Times an über 100 andere Zeitungen vertrieben.
In späteren Jahren schuf Goodrich eine Spin-off-Serie, Creatures, die 2001 bei Eden East Press in dem Buch Creatures Or Not So Dumb Animals in zusammengefasster Form erschienen ist.
In Deutschland erschien die Cartoonreihe unter dem Titel Im Lande Löwenzahn mit den Zeichnungen von Rog Bollen 1972 im Carlsen Verlag im dritten Band der Reihe Comics – Weltbekannte Zeichenserien sowie in den Ausgaben 23 bis 62 des Comicmagazines Yps. Außerdem brachte der Goldmann Verlag 1986 und 1989 zwei Taschenbücher unter dem Titel Knallfroschs Freunde heraus.

## Charaktere
Lyle Lion
Als passives und unsicheres Muttersöhnchen ist Lyle der Löwe nicht das, was man den „König des Dschungels“ nennen könnte. Er ist mehr darauf bedacht, über Philosophie zu sprechen und eine vorzugsweise vegetarische Pizza zu bestellen, als das herrschende Raubtier zu sein. Sein oberstes Lebensziel ist es, Lana für sich zu gewinnen, obwohl er dabei bereits mehrfach gescheitert ist. Abgesehen davon strebt er an, ein Astronom zu sein.
Dodo
Er ist der letzte verbliebene Dodo und Lyles bester Freund. Er leidet unter Hautausschlag, ist ungeduldig und leicht egozentrisch, außerdem ist er extrem hitzköpfig und weigert sich zu glauben, dass ihm die Fähigkeit zu fliegen fehlt. Dies führt zu mehreren gescheiterten Versuchen, die Flucht zu ergreifen, wobei er manchmal mit innovativen und ungewöhnlichen Techniken aufwartet.
Eugene
Trotz seiner Größe und Natur verhält sich der Elefant wie ein übergroßes Baby, das sich nach Aufmerksamkeit sehnt. Er ist ziemlich arrogant und unausstehlich und scheut sich nicht, andere mit seiner Größe und Kraft einzuschüchtern, wenn er sie schikanieren will. Zu einigen seiner geheimen Freuden gehört das Einatmen von Erdnussbutter und das Zerstampfen von Petunien, aber der Anblick einer kleinen Maus versetzt ihn in Panik.
Gnu
Für den Anführer einer Herde fehlen Gnu jegliche Führungsqualitäten. Er ist faul, ängstlich und hat keinen Orientierungssinn. Trotz dessen ist Gnu gutmütig und ist sehr um seine Herde bemüht, obwohl er sie eher behindert als unterstützt. Er ist auch ein fürsorglicher Mutterersatz, da er alleinerziehender Vater eines Sohnes ist, den er sehr lieb hat.
Lana
Die Löwin ist klug, attraktiv, willensstark, und das Objekt von Lyles Zuneigung. Lana kümmert sich um ihre Mitbewohner in Freeborn und wird stellt das Wohl ihrer Gruppe über ihr eigenes. Sie ist auch eine begeisterte Buchliebhaberin und steckt ihre Nase oft in einem Roman. Obwohl sie wenig bis gar kein Interesse an Lyles Bemühungen zeigt, wird angedeutet, dass sie vielleicht ein Auge auf ihn geworfen hat.

## Rezeption
Der San Francisco Chronicle beschrieb Animal Crackers als „bissigen kleinen Ein-Rahmen-Comicstrip, bei dem mehrere Tieren mit verschiedenen dummen Situationen konfrontiert werden, die auch einem Menschen passieren können“ („snappy little one-frame strip [that] featured a variety of animal life dealing with various silly situations of a human nature“) und als Comicstrip, „dessen Verkauf an mehrere Zeitungen weiterhin Zuspruch findet“.

## Auszeichnung
Roger Bollen erhielt mit Knallfroschs Freunde 1986 den Max-und-Moritz-Preis als bester internationaler Comic-Strip-Künstler.